# Chalinolobus nigrogriseus
Chalinolobus nigrogriseus is een vleermuis uit het geslacht Chalinolobus die voorkomt in Noord-Australië (van de Kimberley tot Noordoost-New South Wales), in Zuidoost-Nieuw-Guinea en op Fergusson. Het dier komt voor in allerlei habitats. In het zuiden van zijn Australische verspreiding komt deze soort niet veel voor.
Deze middelgrote, donkere vleermuis heeft een ruige, donkergrijze vacht. De vlezige bobbels bij oren en onderlip die het geslacht kenmerken zijn slecht ontwikkeld. De kop-romplengte bedraagt 40 tot 49,4 mm, de staartlengte 29 tot 39 mm, de voorarmlengte 32 tot 38,1 mm, de oorlengte 7 tot 13 mm en het gewicht 4 tot 10 g.
Het dier slaapt in boomholtes of uithollingen in rotsen. De vlucht is langzaam en wendbaar. In september of oktober worden twee jongen geboren. Deze soort eet allerlei insecten.